# Щербиніни
Щербиніни — давній російський та український дворянський рід, що походив з тверських бояр .
Рід Щербиніних записаний до VI частини Дворянських родовідних книг Московської та Псковської губерній.

## Походження та історія роду
Походить від Анофрія, вихідця «з німець», який служив за великого князя тверського Всеволода Олександровича (1346—1365) боярином. Праправнук його Василь Гнатович був прозваний Щербиною, а нащадки його стали називатися на російський лад Щербиніними або Щербініними. За жалуваною грамотою великого князя Василія III Івановича, Дмитро Іванович Щербинін з дітьми Постником, Іваном, Порошею та Назимом отримали (7 березня 1523 року) до старого їхнього маєтку: сільце Полиця в Которському цвинтарі та села Цивільово та Пріснецове з починками у Лоському цвинтарі Шелонської п'ятини .
Яків Мефодійович Щербинін загинув під Казанню (1552), його ім'я записано до синодика Успенського Кремлівського собору на вічне поминання. За опричниною страчений Василь Іванович — міський тисячник 2-ї статті з Великого Новгорода, дворянин 1-ї статті на Земському соборі (1566), страчений (1571—1574) .
Василь Іванович так Григорій Васильович були учасниками цілого ряду битв у Смутні часи: останній був убитий під час облоги Москви поляками (1610). Онук Григорія Васильовича, Матвій Якович був відомим воєводою в другій половині XVII століття. Відомі були своїми військовими подвигами, особливо у війні з турками, і сини Матвія Яковича — Григорій та Михайло . Нащадки роду Щербмніна простежуються в українській Таврії та Волгоградській області.

## Шербиніни Харківщини
Родоначальник
Григорій Матвійович Щербинін — за службу батька Матвія одержав від московських царів Івана та Петра Олексійовичів маєток в Пусторжевському повіті Московської губернії, в Туровському стані сільце Косьянове та інші, на які видано грамоту 22 березня 1683 року, з приводу чого всі особи цього роду перебували в числі потомствених дворян Московської губернії, внесених до 6-ї частини дворянської родовідної книги
Друге покоління
- Андрій Григорович — дійсний статський радник;

Третє покоління
- Петро Андрійович — колезький радник.
  - Дружина: Тетяна Яківна Кропоткіна, княгиня[6]
  - Діти:
    - Дмитро Петрович
- Микола Андрійович
  - Дружина: Катерина Францівна де Санті (1735—1796)[7].

Четверте покоління
- Андрій Петрович (1760—1820) — полковник, учень Йогана Віганда, поміщик в с. Бабаївка Харківського повіту Харківської губернії.
  - Дружина Катерина Петрівна Барц (Бартц).
  - Діти:
    - Петро Андрійович (1788—1813) — Харківський губернський прокурор, поміщик в с. Бабаївка Харківського повіту Харківської губернії.
    - Андрій Андрійович
    - Олександр Андрійович (нар. 1790/1791 або 1792 — пом. 1876) — полковник (у відставці з 1816 року). Про нього розповідається на сторінках роману «Війна і мир» Льва Толстого. Помер у с. Бабаївка Харківського повіту Харківської губернії.
    - Михайло Андрійович (нар. 1795 або 1798 — пом. 1841) — учасник французько-російської війни 1812 року, поручник Гвардійського генерального штабу, товариш письменника Олександра Пушкіна, якому поет адресував у 1819 року свої вірші.
    - Марія Андріївна (нар. 1792), дружина І. І. Бердряги. Сини: Георгій, Олександр, Володимир, Михайло та донька Олена. Другий шлюб — підполковник Лаптєв. Усього мала п'ятьох синів та двох доньок.
    - Павло Андрійович
- Микола Петрович — полковий сержант.
- Дмитро Петрович — поручник.
  - Донька: Софія Дмитрівна. Чоловік: Веселовський Михайло Степанович[8].

П'яте покоління
- Петро Андрійович (помер до 1825 року) — гвардії штабс-капітан.
  - діти:
    - Павло Петрович
    - Марія Петрівна (нар. 1812).
    - Софія Петрівна (нар. 1814).
- Михайло Андрійович (нар. 14 грудня 1793 року) — полковник (з 1824).
  - Дружина: Єлизавета Петрівна, донька сенатора Павла Каверіна, начальниця Полтавського інституту шляхетних дівчат;
  - діти:
    - Катерина Михайлівна.
    - Павло Михайлович (нар. 26 квітня 1826 року).
    - Андрій Михайлович (нар. 12 вересня 1829 року).

Щербиніни клопотали про внесення їх до тієї ж 6-ї частини Дворянської родовідної книги по Харківській губернії, та на підтвердження дворянських прав запропонували такі документи:
1. Дворянська грамота Московських Дворянських Зборів, видана полковнику Андрію Петровичу Щербиніну 24 лютого 1792 року з інформацією, що і його рід внесено до Дворянської родовідної книги Московської губернії.
2. Указ про відставку полковника Генерального Штабу Олександра Андрійовича Щербиніна 27 жовтня 1816 р. за № 1406.
3. Патент від 31 грудня 1824 року за № 451 про присвоєння Михайлу Андрійовичу Щербиніну військового звання полковника.
4. Алфавітний список, виданий від Харківського Повітового дворянського ватажка в липні 1825 року про родину Щербиніних, в якому значиться Олександр Андрійович Щербинін, має вік 33 років; Михайло Андрійович, 30 років та померлого їхнього брата гвардії штабс-капітана Петра діти: Марія (13 років) та Софія (11 років).
5. Указ про відставку полковника Михайла Андрійовича Щербініна від 18 серпня 1826 року за № 469.
6. Метричне посвідчення Харківської Духовної Консисторії від 18 вересня 1845 року за № 6236 про народження Михайла Андрійовича Щербиніна 14 грудня 1793 року.
7. Метричне свідоцтво тієї ж Консисторії 17 червня 1844 року за № 4124 про народження Павла Михайловича Щербиніна 26 квітня 1826 року та метричне свідоцтво тієї ж Консисторії за № 4123 про народження рідного його брата Андрія Михайловича 12 вересня 1829 року[9][10][11].

## Опис гербів

#### Герб Щербиніних 1785р.
У Гербовнику Онисима Титовича Князєва 1785 року є зображення двох печаток представників роду:
1. Герб генерал-поручника (1771), сенатора, депутата від міста Пскова до Комісії про створення нового уложення Євдокима Олексійовича Щербиніна: щит поділений вертикально на дві частини. У правій частині, у червоному полі, зображені срібні вгорі зірка, а внизу півмісяць рогами вгору (польський герб Леліва). У лівій частині, в синьому полі, наполовину чорний орел із золотим скіпетром у лівій лапі. Щит увінчаний дворянським шоломом з короною, з низу якої виходять дві руки в латах, що тримають по одному мечу вістрям вгору. Колірна гама палатки не визначена.
2. Герб Щербиніних: у червоному полі щита срібне крокви із золотою облямівкою. Над кроквою дві золоті лілії, а під кроквою одна золота лілія. Навколо щита фігурна віньєтка (дворянський шолом, корона та палатка відсутні)[12] .

#### Герб. Частина ІІ. №37
Щит розділений перпендикулярно на дві частини, з них у правій горизонтальній розрізаній надвоє, зображені: вгорі в блакитному полі восьмикутна Зірка срібна, а внизу в червоному полі золотий Півмісяць рогами звернений вгору; у лівій частині в срібному полі видно половину чорного Орла одноголового в золотій Короні, що тримає в лапі Меч.
На щиті дворянський коронований шолом. Нашлемник: дві Руки в латах виходять із дворянської Корони, що тримають по одному Мечу вістрям вгору піднятому і на Короні три страусових пера. Намет на щиті блакитний і червоний підкладений золотом. Герб роду Щербиніних внесено до Частини 2 Загального гербовника дворянських пологів Російської імперії, на сторінці 37.

## Відомі представники
- Щербинін Єлізарій Михайлович — московський дворянин (1658).
- Щербинін Іван Михайлович Великий — стряпчий (1658—1668).
- Щербінін Іван Михайлович Менший — московський дворянин (1660—1677)[13] .

- Щербинін Олександр Андрійович (1791—1876) — російський письменник; дійсний статський радник[14] .
- Щербинін Євдоким Олексійович (1728—1783) — генерал-аншеф, державний діяч Російської імперії в період правління Катерини II.
- Щербинін Михайло: